# Сезон ФК «Дніпро» (Дніпропетровськ) 1996—1997
Сезон ФК «Дніпро» (Дніпропетровськ) 1996—1997 — 6-ий сезон футбольного клубу «Дніпро» у футбольних змаганнях України. Команда програє другий фінал Кубка донецькому «Шахтарю».

## Склад команди
| № | Поз. | Нац.    | Гравець               |
| - | ---- | ------- | --------------------- |
|   | ВР   | Україна | Ілля Близнюк          |
|   | ВР   | Україна | Олександр Гуменюк     |
|   | ЗХ   | Україна | Андрій Анненков       |
|   | ЗХ   | Україна | Олександр Бабич       |
|   | ЗХ   | Україна | Геннадій Козар        |
|   | ЗХ   | Україна | Іван Павлюх           |
|   | ЗХ   | Україна | Олександр Першин      |
|   | ЗХ   | Україна | Олександр Поклонський |
|   | ЗХ   | Україна | Костянтин Сосенко     |
|   | ПЗ   | Україна | Віктор Бєлкін         |
|   | ПЗ   | Україна | Сергій Білокінь       |
|   | ПЗ   | Україна | Володимир Гащин       |
|   | ПЗ   | Україна | Віталій Дацишин       |

| № | Поз. | Нац.    | Гравець             |
| - | ---- | ------- | ------------------- |
|   | ПЗ   | Україна | Максим Калиниченко  |
|   | ПЗ   | Грузія  | Георгій Кіласонія   |
|   | ПЗ   | Україна | Олександр Коваленко |
|   | ПЗ   | Україна | Геннадій Мороз      |
|   | ПЗ   | Україна | Олександр Піненко   |
|   | ПЗ   | Україна | Володимир Шаран     |
|   | НП   | Україна | Сергій Беспалих     |
|   | НП   | Україна | Андрій Головко      |
|   | НП   | Грузія  | Варлам Кіласонія    |
|   | НП   | Україна | Іван Корпонай       |
|   | НП   | Україна | Володимир Лютий     |
|   | НП   | Україна | Сергій Нагорняк     |

## Чемпіонат України

### Календар чемпіонату України
| Тур | Команда            | Рахунок     | Тур | Команда               | Рахунок     | Тур | Команда          | Рахунок     |
| --- | ------------------ | ----------- | --- | --------------------- | ----------- | --- | ---------------- | ----------- |
| 1   | «Кривбас»          | 2:1Протокол | 11  | «Кремінь»             | 1:1Протокол | 21  | «Карпати»        | 0:0Протокол |
| 2   | «Нива» (Вінниця)   | 4:0Протокол | 12  | «Шахтар»              | 2:0Протокол | 22  | «Таврія»         | 1:0Протокол |
| 3   | «Прикарпаття»      | 4:0Протокол | 13  | «Нива» (Тернопіль)    | 2:2Протокол | 23  | «Зірка-НІБАС»    | 0:0Протокол |
| 4   | «Чорноморець»      | 3:0Протокол | 14  | «Торпедо» (Запоріжжя) | 4:0Протокол | 24  | «Металург»       | 4:0Протокол |
| 5   | «Ворскла-Нафтогаз» | 1:1Протокол | 15  | «Динамо»              | 2:2Протокол | 25  | «ЦСКА» (Київ)    | 0:0Протокол |
| 6   | «ЦСКА» (Київ)      | 2:1Протокол | 16  | «Динамо»              | 0:1Протокол | 26  | «Ворскла»        | 0:0Протокол |
| 7   | «Металург»         | 1:1Протокол | 17  | «Торпедо» (Запоріжжя) | 1:3Протокол | 27  | «Чорноморець»    | 3:2Протокол |
| 8   | «Зірка-НІБАС»      | 4:0Протокол | 18  | «Нива» (Тернопіль)    | 1:0Протокол | 28  | «Прикарпаття»    | 2:2Протокол |
| 9   | «Таврія»           | 0:0Протокол | 19  | «Шахтар»              | 1:0Протокол | 29  | «Нива» (Вінниця) | 0:2Протокол |
| 10  | «Карпати»          | 0:0Протокол | 20  | «Кремінь»             | 3:0Протокол | 30  | «Кривбас»        | 0:0Протокол |

Примітка

Блакитним кольором виділені домашні ігри.

### Турнірна таблиця
| Місце | Команда   | Ігор | В  | Н  | П | РМ    | Очок |
| ----- | --------- | ---- | -- | -- | - | ----- | ---- |
| 3     | «Ворскла» | 30   | 17 | 7  | 6 | 50-26 | 58   |
| 4     | «Дніпро»  | 30   | 14 | 13 | 3 | 48-19 | 55   |
| 5     | «Карпати» | 30   | 15 | 7  | 8 | 36-23 | 52   |

## Кубок України

### Виступи
| Раунд       | Команда               | Рахунок                 |
| ----------- | --------------------- | ----------------------- |
| 1/16 фіналу | ФК «Львів»            | 3:2Протокол             |
| 1/8 фіналу  | «Торпедо» (Запоріжжя) | 2:0Протокол             |
| 1/4 фіналу  | «Чорноморець»         | 1:0Протокол 3:0Протокол |
| 1/2 фіналу  | «Металург»            | 0:2Протокол 3:0Протокол |
| Фінал       | «Шахтар»              | 0:1Протокол             |